# Anthony Bean
Anthony Russell Bean (även benämnd som Anthony R. Bean), född  19 december 1957 i Nambour, Queensland, Australien, är en australisk botaniker.
Auktorsnamnet A.R.Bean kan användas för Anthony Bean i samband med ett vetenskapligt namn inom botaniken; se Wikipediaartiklar som länkar till auktorsnamnet.